# 川にすてられるモーセ
『川にすてられるモーセ』（かわにすてられるモーセ、独: Die Aussetzung des Moses、英: The Exposition of Moses）は、17世紀フランスの巨匠ニコラ・プッサンが1624年ごろ、キャンバス上に油彩で制作した絵画で、主題は『旧約聖書』の「出エジプト記」 (2章1-4) に記述されているモーセに関する逸話である。ドレスデンにあるアルテ・マイスター絵画館に所蔵されている。なお、プッサンは、この絵画の出来事の続きを表す『川から救われるモーセ』 (1647年、ルーヴル美術館、パリ) も描いている。

## 作品
「出エジプト記」によれば、エジプトに移住したイスラエルの民は人口が増大したが、エジプト人たちに迫害されるようになった。ファラオは「イスラエルの民に男子が生まれたら殺せ」という命令を下す。そのころ、イスラエル人の夫婦に男子が生まれたが、母ヨケベドは息子を殺すことができず、パピルスで編んだ籠に入れてナイル川に流した。
籠の中の赤ん坊が川の中を漂っていると、身体を洗おうと川に降りてきたファラオの王女が葦の中に籠があるのを偶然発見した。王女が奴隷にその籠を取ってこさせると、中には赤ん坊がいた。その子はモーセと名付けられ、王女はモーセのためにイスラエル人の乳母を雇って育てたが、この乳母はモーセの実母であった。

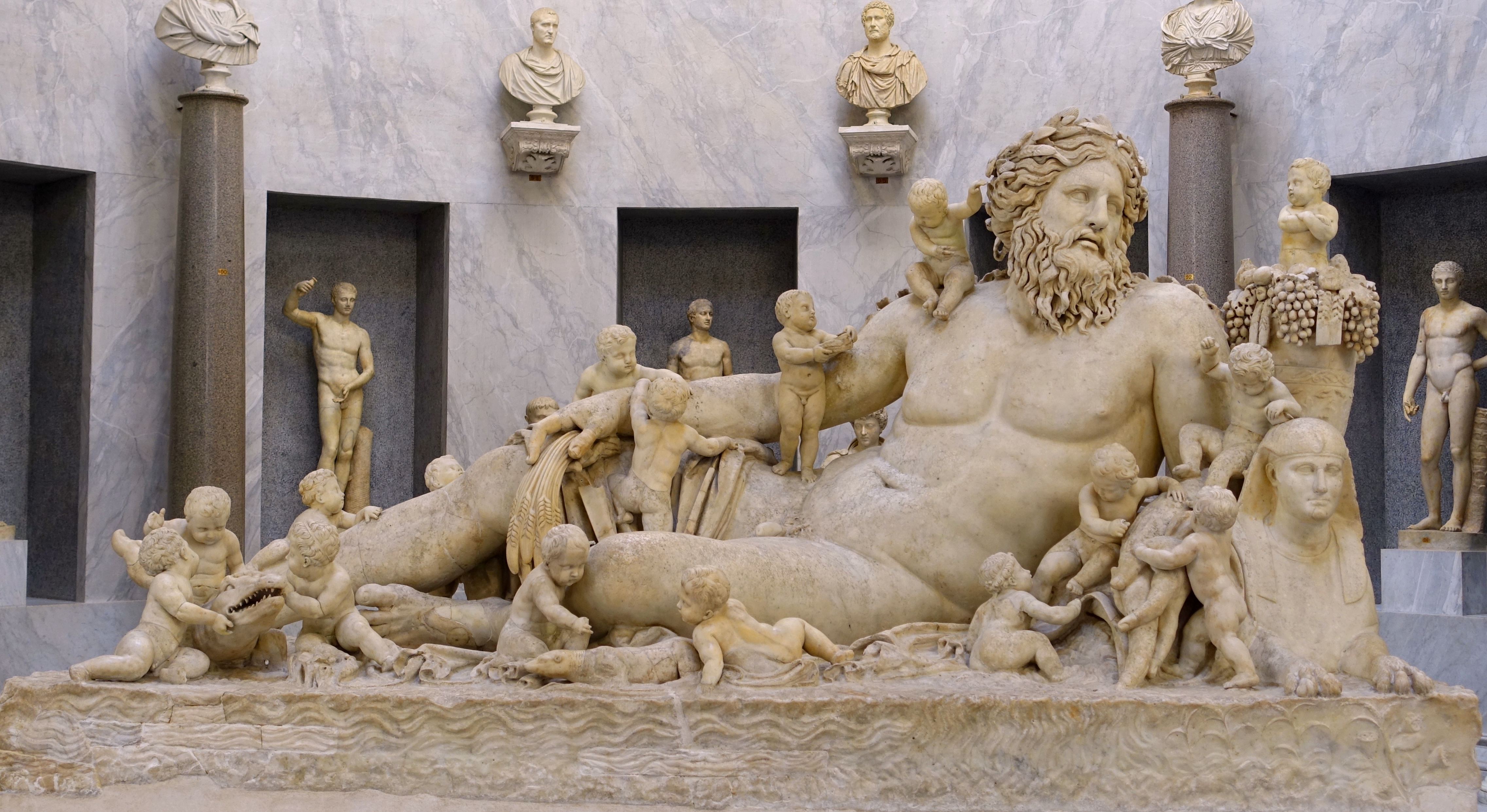
『ナイル川』、ヴァチカン宮殿 (ローマ)

本作の画面手前には、ナイル川の河神の寓意像が描かれている。河神の像には古代ギリシアのパルテノン神殿の河神アルベウスを初め、ヴァチカン宮殿の『ナイル川』の彫像など幾多の例が知られている。ルネサンスの時代には、ラファエロ (ラファエロの回廊、ヴァチカン宮殿) やミケランジェロの作品に見出せる。また、マニエリスム期には、意図的にねじられた身体を持つ河神像がブロンズィーノにより描かれたが、本作ではプッサンも同様にねじれた身体の河神を描いている。この河神は鑑賞者に背を向けており、それによりかえって鑑賞者の視線を画面内にいざなう。なお、河神の手前には、河川の象徴である「コルヌコピア」 (豊饒の角) がある。
右手にはモーセを水に流す父親のレビがおり、その上方には不安げな母親のヨケベドがいる。中景にいるのはモーセの姉であろうが、彼女は激しい身振りを見せている。遠方にモーセを見つけることになるファラオの娘とその供の一行を発見したのである。